# Steve Baker (motociclista)
Steve Baker   (Bellingham, 5 de setembre de 1952) és un antic pilot de motociclisme nord-americà que va destacar en competició internacional durant la dècada del 1970. Va competir en curses de dirt track i velocitat de l'AMA de 1973 a 1976 i en Grans Premis del mundial de motociclisme els anys 1977 i 1978. El 1977 va esdevenir el primer nord-americà a guanyar un títol mundial de motociclisme en proclamar-se campió de Fórmula 750, aleshores amb rang de campionat del món.
Baker va ser incorporat a l'AMA Motorcycle Hall of Fame el 1999.

## Carrera esportiva
Baker va començar la seva carrera competint als circuits ovals de dirt track del nord-oest del Pacífic. El 1971 va entrar a l'equip oficial de Yamaha en substitució del canadenc Yvon Duhamel, que havia passat a l'equip de fàbrica de Kawasaki. Un cop a Yamaha, Baker va canviar a les curses de velocitat i va començar a competir al Canadà, on va guanyar tres campionats nacionals. L'experiència adquirida als circuits canadencs, aspres i sotragats, l'ajudaria més endavant en la seva carrera quan va passar a córrer en circuits europeus.
Baker va debutar al Campionat AMA Grand National  el 1973 i hi va tenir el seu primer èxit en quedar segon darrere de Kel Carruthers all Talladega Superspeedway. El 1974 es va trencar una cama a Talladega i es va veure obligat a perdre's la resta de la temporada. El 1975 va aconseguir un segon lloc darrere de Gene Romero a la Daytona 200, aleshores considerada  una de les curses més prestigioses del món.

### Els èxits de 1976
Tot i que la  Yamaha de Baker va patir una fallada mecànica a la Daytona 200 de 1976, l'americà va guanyar la prestigiosa cursa de pretemporada Imola 200 a Europa; després va viatjar a Gran Bretanya per a competir amb l'equip nord-americà a les curses del Trofeu Transatlàntic, en què s'enfrontaven els  millors pilots britànics amb els millors nord-americans amb motocicletes de 750 cc en un torneig de sis curses. Baker va dominar el trofeu  com a màxim anotador de punts individual guanyant quatre de les sis curses.
Després va tornar als Estats Units per a competir en l'AMA Grand National, on va obtenir la seva primera victòria en un national en guanyar el Loudon Classic juntament amb la cursa complementària de 250cc. Va repetir les seves victòries de Loudon al Laguna Seca Raceway guanyant de nou la cursa nacional i la de suport de 250cc. Un cop tornat a Europa, va guanyar la Race of the Year a Mallory Park. Al final de la temporada de 1976, Baker va ser considerat tant bo com Kenny Roberts a les curses de velocitat.

### El títol de 1977
Els bons resultats de Baker li van valer un contracte amb l'equip de fàbrica de Yamaha per a la temporada de 1977. Aquell era el primer any en què la Fórmula 750 tenia estatus de Campionat del Món i la temporada començava amb la Daytona 200, on Baker va intercanviar el lideratge de la cursa amb Kenny Roberts diverses vegades abans de guanyar. Va acabar segon darrere de Roberts a la Imola 200 i després va guanyar a França, Àustria i Bèlgica, cosa que li va permetre proclamar-se campió de Fórmula 750. A banda, va acabar subcampió darrere de Barry Sheene al campionat del món de 500cc.

### Retirada

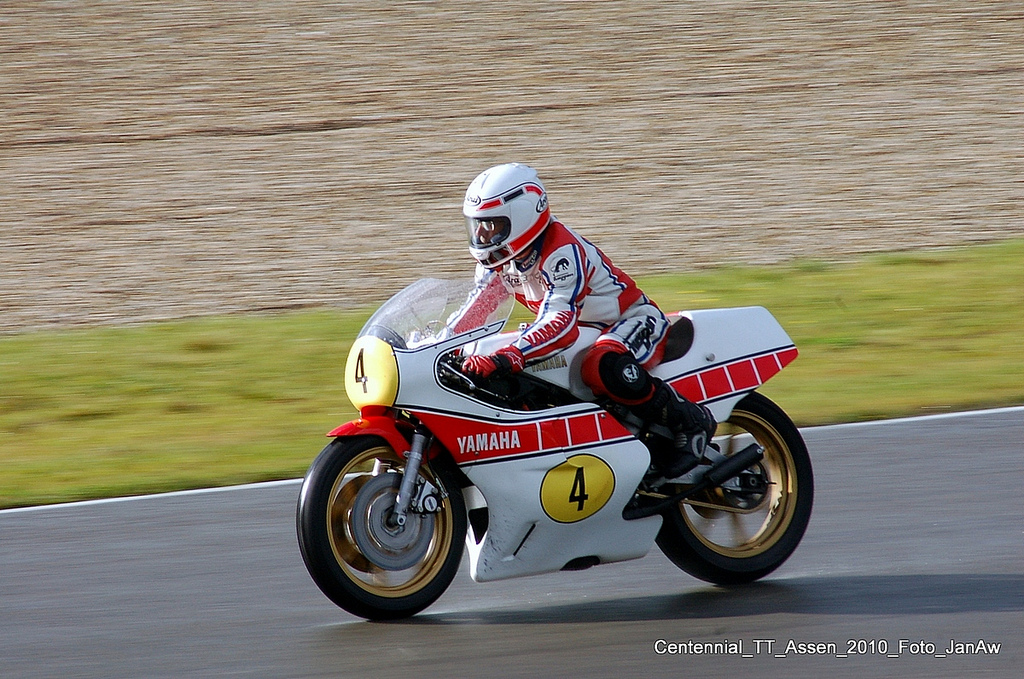
Baker el 2010 al Classic TT d'Assen amb una antiga Yamaha OW45 500

Al final de la temporada, Yamaha va anunciar que volia que Baker tornés als Estats Units per a competir en el campionat AMA Grand National de 1978. Tanmateix, l'americà estava decidit a quedar-se per a seguir competint a Europa i, amb l'ajuda de Barry Sheene, va poder aconseguir moto i patrocini com a company de Graziano Rossi a l'equip Suzuki dirigit per l'antic pilot Roberto Gallina. Baker va tenir dificultats d'adaptació amb la Suzuki i va acabar la temporada al mundial de 500cc en setè lloc. A finals de temporada, Baker va patir un seriós accident al circuit de Mosport, al Canadà, en què es va trencar un braç i la cama esquerra. A causa d'això, va decidir de retirar-se de la competició.
Un cop retirat de les curses, Baker va comprar un concessionari de motocicletes a la seva ciutat natal de Bellingham.

## Resultats al Mundial de motociclisme
Barem de puntuació de 1969 a 1987:
| Posició | 1  | 2  | 3  | 4 | 5 | 6 | 7 | 8 | 9 | 10 |
| Punts   | 15 | 12 | 10 | 8 | 6 | 5 | 4 | 3 | 2 | 1  |

(Ids. Grans Premis | Llegenda) (Curses en negreta indiquen pole; curses en  itàlica indiquen volta ràpida)
Font:
| Any  | Categoria | Equip                | 1     | 2       | 3       | 4       | 5     | 6     | 7       | 8     | 9      | 10      | 11    | Posició | Pts |
| ---- | --------- | -------------------- | ----- | ------- | ------- | ------- | ----- | ----- | ------- | ----- | ------ | ------- | ----- | ------- | --- |
| 1977 | 500cc     | Yamaha International | VEN 2 | AUT DNF | GER 3   | NAT 4   | FRA 3 | NED 5 | BEL 2   | SWE 3 | FIN 12 | CZE DNF | GBR 2 | 2n      | 80  |
| 1978 | 500cc     | Suzuki Italia        | VEN 3 | ESP 6   | AUT DNF | FRA DNS | NAT 4 | NED 9 | BEL DNF | SWE 4 | FIN 6  | GBR DNF | GER 7 | 7è      | 42  |